# Saint-Genis-les-Ollières
 Saint-Genis-les-Ollières  es una población y comuna francesa de la Metrópoli de Lyon en la región de Auvernia-Ródano-Alpes. Pertenece a la aglomeración urbana de Lyon.

## Demografía
| 1192 | 1429 | 2125 | 2781 | 4211 | 4743 | 4569 |
| Para los censos de 1962 a 1999 la población legal corresponde a la población sin duplicidades (Fuente: INSEE [Consultar]) |      |      |      |      |      |      |